# Prolapso uterino
Prolapso uterino o histerocele es una forma de descenso genital femenino. También se llama prolapso del órgano pélvico o prolapso de la matriz.

## Etiología
La causa más común es trauma al dar a luz, en particular en partos múltiples o complicados. Alrededor del 50% de las mujeres que han tenido hijos desarrollan alguna forma de prolapso uterino en su vida. Es más común conforme las mujeres envejecen, particularmente en las que han pasado la menopausia.

## Fisiopatología
El útero (matriz) normalmente se mantiene en su lugar gracias a un soporte de músculos y ligamentos. El prolapso ocurre cuando los ligamentos que soportan el útero se vuelven tan débiles que el útero no se sujeta y desciende de su posición habitual. Estos ligamentos son: el ligamento redondo del útero, los ligamentos recto-uterinos, el ligamento ancho del útero y el ligamento útero-ovárico. Los ligamentos recto-uterinos (también llamados útero-sacros) son con mucho los más importantes para prevenir el prolapso uterino.

## Tratamiento
El prolapso uterino se corrige quirúrgicamente. Las opciones incluyen la histerectomía completa (extracción del útero y su cuello junto con las trompas y los ovarios) y otras técnicas que conservan el útero como sacrohisteropexia (suspensión del útero con una malla sintética) o la operación de Mánchester.
En caso de histerectomía, la operación puede ir acompañada de sacrocolpopexia, en la que la cima de la vagina se une al hueso sacro.
En países como México, Argentina, y Uruguay se acostumbra a una práctica consistente en realizar un masaje, que según la región se denomina "sobar la matriz" (México), "sobada de vientre" (Argentina), "fletar el vientre" (Uruguay) con la intención de llevar el útero a su lugar, dicha práctica la realizan parteras o personas mayores en los países mencionados anteriormente.

## Situación en Nepal
Entre 130.000 y 600.000 mujeres nepalíes sufren prolapso uterino. Esta enfermedad es muy dolorosa; muchas de las mujeres que lo sufren no pueden realizar trabajo físico pesado, algunas ni siquiera pueden sentarse cómodamente o caminar. A menudo hace que las relaciones sexuales sean dolorosas, provocando la violación conyugal, porque las mujeres no pueden negarse a mantener relaciones sexuales con sus esposos.
Además el problema está rodeado de un considerable estigma social. En ocasiones, cuando el dolor impide realizar el trabajo que se espera de ellas, las mujeres son calificadas de “vagas” por sus familias y comunidades. A menudo las mujeres no pueden buscar atención médica, o hablar siquiera de su dolor, o son reacias a hacerlo. Pero la base del problema es la persistente discriminación contra las mujeres y las niñas. Se les niega el control sobre su cuerpo, no pueden decidir si quieren: casarse, tener relaciones sexuales, utilizar métodos anticonceptivos o ir al médico.